# Bathymedon kassities
Bathymedon kassities är en kräftdjursart som beskrevs av J. L. Barnard 1966. Bathymedon kassities ingår i släktet Bathymedon och familjen Oedicerotidae. Inga underarter finns listade i Catalogue of Life.